# شيلتون هيمفيل
شيلتون هيمفيل (بالإنجليزية: Shelton Hemphill)‏ هو عازف جاز وموسيقي أمريكي، ولد في 16 مارس 1906 في برمنغهام في الولايات المتحدة، وتوفي في 1 ديسمبر 1959 في نيويورك في الولايات المتحدة.

## وصلات خارجية
- شيلتون هيمفيل على موقع IMDb (الإنجليزية)
- شيلتون هيمفيل على موقع ميوزك برينز (الإنجليزية)
- شيلتون هيمفيل على موقع أول ميوزيك (الإنجليزية)
- شيلتون هيمفيل على موقع ديسكوغز (الإنجليزية)